# Олимпийские игры на почтовых марках России
Олимпи́йские и́гры на почто́вых ма́рках Росси́и — тематический каталог (перечень) знаков почтовой оплаты (почтовых марок, блоков, малых листов) на тему Олимпийских игр, введённых в обращение почтой России.
Памятные (коммеморативные) почтовые марки, посвящённые тематике Олимпийских игр, выпускаются с 1992 года.

## Олимпийская филателия
«Олимпи́йская филатели́я» — название одного из подразделов области спортивной филателии — тематического коллекционирования знаков почтовой оплаты и штемпелей, объектами которого являются филателистические материалы, посвящённые Олимпийским играм, их истории, олимпийской символике, ритуалам, программе игр, спортсменам-олимпийцам, их спортивным достижениям, олимпийскому движению или связанных с ними темам. Олимпийская филателия появилась вместе с современными Олимпийскими играми в качестве вестника (или гонца) Олимпийских игр, ибо почтовые марки являются одним из самых массовых средств информации в мире (тираж знаков почтовой оплаты зачастую превышает, либо соизмерим с тиражами популярных газет). Однако олимпийская филателия не ограничилась ролью олимпийского глашатая. Она стала активной помощницей проведения современных Олимпийских игр: филателистические выпуски с пятью переплетёнными кольцами с дополнительным номиналом использовались организаторами Игр для сбора необходимых средств. Выступая в роли финансовых кредиторов Игр, эти выпуски сыграли заметную роль в возрождении Олимпиад: не зная границ и расстояний, марки доходили до самых отдалённых и труднодоступных уголков нашей планеты.

## Список коммеморативных марок
Порядок следования элементов в таблице соответствует номеру по каталогу марок России на официальном сайте издатцентра «Марка», в скобках приведены номера по каталогу «Михель»
| № по каталогу | Изображение | Описание и источники | Номинал                                                          | Дата выпуска          | Тираж                         | Художник                 |
| --- | ----------- | --- | ---------------------------------------------------------------- | --------------------- | ----------------------------- | ------------------------ |
| № 1 (Mi #220) |             | XVI зимние Олимпийские игры (Франция, Альбервиль, 8—24 февраля): - Лыжное двоеборье. | 0,14 руб.                                                        | 10 января 1992 года   | 2 500 000                     | Ю. Арцименев             |
| № 2 (Mi #221) |             | XVI зимние Олимпийские игры (Франция, Альбервиль, 8—24 февраля): - Фристайл. | 1,00 руб.                                                        | 10 января 1992 года   | 2 300 000                     | Ю. Арцименев             |
| № 3 (Mi #222) |             | XVI зимние Олимпийские игры (Франция, Альбервиль, 8—24 февраля): - Бобслей. | 2,00 руб.                                                        | 10 января 1992 года   | 2 300 000                     | Ю. Арцименев             |
| № 26 (Mi #245) |             | XXV летние Олимпийские игры «Барселона-92»: - Ручной мяч. | 1,00 руб.                                                        | 5 июня 1992 года      | 2 600 000                     | Б. Илюхин                |
| № 27 (Mi #246) |             | XXV летние Олимпийские игры «Барселона-92»: - Фехтование. | 2,00 руб.                                                        | 5 июня 1992 года      | 2 500 000                     | Б. Илюхин                |
| № 28 (Mi #247) |             | XXV летние Олимпийские игры «Барселона-92»: - Борьба дзюдо. | 3,00 руб.                                                        | 5 июня 1992 года      | 2 500 000                     | Б. Илюхин                |
| № 176 (Mi #392) |             | 100 лет Международному Олимпийскому комитету. Флаг Международного Олимпийского комитета с Олимпийской эмблемой. | 250,00 руб.                                                      | 5 июля 1994 года      | 600 000                       | А. Яцкевич               |
| № 271 (Mi #490) |             | 100-летие проведения Олимпийских игр современности. Бегун — участник эстафеты олимпийского огня, слова французского общественного деятеля Пьера де Кубертена: «О спорт, ты — мир!», государственные флаги стран-участниц Олимпийских игр, рисунок с античной вазы, олимпийские кольца и текст: «100-летие проведения Олимпийских игр современности». | 5 000,00 руб.                                                    | 27 марта 1996 года    | 250 000                       | Е. Голубятникова         |
| № 295 (Mi #514) |             | Игры XXVI Олимпиады. (США, г. Атланта. 19.07—4.08): - Баскетбол. | 500,00 руб.                                                      | 10 июля 1996 года     | листа: 85 000 марки: 450 000  | И. Козлов                |
| № 296 (Mi #515) |             | Игры XXVI Олимпиады. (США, г. Атланта. 19.07—4.08): - Бокс. | 1 000,00 руб.                                                    | 10 июля 1996 года     | листа: 85 000 марки: 450 000  | И. Козлов                |
| № 297 (Mi #516) |             | Игры XXVI Олимпиады. (США, г. Атланта. 19.07—4.08): - Плавание. | 1 000,00 руб.                                                    | 10 июля 1996 года     | листа: 85 000 марки: 450 000  | И. Козлов                |
| № 298 (Mi #517) |             | Игры XXVI Олимпиады. (США, г. Атланта. 19.07—4.08): - Барьерный бег. | 1 500,00 руб.                                                    | 10 июля 1996 года     | листа: 85 000 марки: 450 000  | И. Козлов                |
| № 299 (Mi #518) |             | Игры XXVI Олимпиады. (США, г. Атланта. 19.07—4.08): - Спортивная гимнастика. | 1 500,00 руб.                                                    | 10 июля 1996 года     | листа: 85 000 марки: 450 000  | И. Козлов                |
| № 422 (Mi #643) № 423 (Mi #644) № 424 (Mi #645) |             | Малый марочный лист «XVIII зимние Олимпийские игры (Япония, Нагано, 7—22.02)»: - Лыжные гонки. - Фигурное катание. - Биатлон. | 0,50 1,00 1,50 руб.                                              | 27 января 1998 года   | 60 000                        | Б. Илюхин                |
| № 422 (Mi #643) |             | XVIII зимние Олимпийские игры (Япония, Нагано, 7—22.02): - Лыжные гонки. | 0,50 руб.                                                        | 27 января 1998 года   | 300 000                       | Б. Илюхин                |
| № 423 (Mi #644) |             | XVIII зимние Олимпийские игры (Япония, Нагано, 7—22.02): - Фигурное катание. | 1,00 руб.                                                        | 27 января 1998 года   | 300 000                       | Б. Илюхин                |
| № 424 (Mi #645) |             | XVIII зимние Олимпийские игры (Япония, Нагано, 7—22.02): - Биатлон. | 1,50 руб.                                                        | 27 января 1998 года   | 300 000                       | Б. Илюхин                |
| № 561 (Mi #793) № 562 (Mi #794) № 563 (Mi #795) № 564 (Mi #796) № 565 (Mi #797) № 566 (Mi #798) № 567 (Mi #799) № 568 (Mi #800) № 569 (Mi #801) № 570 (Mi #802) № 571 (Mi #803) № 572 (Mi #804)                                                                               |             | Малый марочный лист серия «Россия. XX век. Спорт»: - Первый олимпийский чемпион России Н. А. Панин-Коломенкин (1908); - Игры V Олимпиады. Стокгольм (1912); - Всероссийские Олимпиады 1913 и 1914 годов; - Всесоюзная Спартакиада (1928); - Комплекс «Готов к труду и обороне»; - Звание «Заслуженный мастер спорта» (1934); - Игры XV Олимпиады. Хельсинки (1952); - Чемпион Игр XVI Олимпиады В. П. Куц;Мельбурн (1956); - Советские футболисты — чемпионы Игр XVI Олимпиады. Мельбурн (1956); - Пятикратный чемпион мира по шахматам М. М. Ботвинник; - Матч советских хоккеистов с канадскими профессионалами (1972); - Игры XXII Олимпиады. Москва (1980). | 0,25 0,30 0,50 1,00 1,35 1,50 2,00 2,50 3,00 4,00 5,00 6,00 руб. | 15 марта 2000 года    | 300 000                       | С. Сухарев               |
| № 610 (Mi #842) |             | Игры ХХVII Олимпиады (Австралия, Сидней, 15.09—1.10): - Фехтование. | 2,00 руб.                                                        | 15 августа 2000 года  | 300 000                       | С. Сухарев               |
| № 611 (Mi #843) |             | Игры ХХVII Олимпиады (Австралия, Сидней, 15.09—1.10): - Синхронное плавание. | 3,00 руб.                                                        | 15 августа 2000 года  | 300 000                       | С. Сухарев               |
| № 612 (Mi #844) |             | Игры ХХVII Олимпиады (Австралия, Сидней, 15.09—1.10): - Волейбол. | 5,00 руб.                                                        | 15 августа 2000 года  | 300 000                       | С. Сухарев               |
| № 724 (Mi #956) |             | XIX Зимние Олимпийские игры. Солт-Лейк-Сити: - Горнолыжный спорт. | 3,00 руб.                                                        | 24 января 2002 года   | 250 000                       | В. Бельтюков             |
| № 725 (Mi #957) |             | XIX Зимние Олимпийские игры. Солт-Лейк-Сити: - Фигурное катание. | 4,00 руб.                                                        | 24 января 2002 года   | 250 000                       | В. Бельтюков             |
| № 726 (Mi #958) |             | XIX Зимние Олимпийские игры. Солт-Лейк-Сити: - Прыжки с трамплина. | 5,00 руб.                                                        | 24 января 2002 года   | 250 000                       | В. Бельтюков             |
| № 958 (Mi #1190) № 959 (Mi #1091) |             | Сцепка «Игры XXVIII Олимпиады. Афины — 2004»: - Бег. - Борьба. | 3,00 8,00 руб.                                                   | 20 июля 2004 года     | 200 000                       | В. Бельтюков             |
| № 1030 (Mi #1262) |             | Москва — город-кандидат на право проведения Игр XXX Олимпиады 2012 г. | 4,00 руб.                                                        | 5 мая 2005 года       | 170 000                       | В. Бельтюков             |
| № 1068 (Mi #1300) |             | XX Зимние Олимпийские игры. Турин: - Сноуборд. | 4,00 руб.                                                        | 18 января 2006 года   | 200 000                       | Р. Комса                 |
| № 1069 (Mi #1301) |             | XX Зимние Олимпийские игры. Турин: - Санный спорт. | 4,00 руб.                                                        | 18 января 2006 года   | 200 000                       | Р. Комса                 |
| № 1070 (Mi #1302) |             | XX Зимние Олимпийские игры. Турин: - Конькобежный спорт. | 4,00 руб.                                                        | 18 января 2006 года   | 200 000                       | Р. Комса                 |
| № 1115 (Mi #1347) |             | 50 лет Олимпийскому комплексу «Лужники». Большая спортивная арена. | 6,00 руб.                                                        | 29 мая 2006 года      | 210 000                       | А. Московец              |
| № 1226 (Mi #1458) 1227 (Mi #1459) 1228 (Mi #1460) |             | Малый марочный лист «Игры XXIX Олимпиады. Пекин — 2008». | 8,00 руб.                                                        | 15 апреля 2008 года   | 98 000                        | А. Московец              |
| № 1226 (Mi #1458) 1227 (Mi #1459) 1228 (Mi #1460) |             | Сцепка «Игры XXIX Олимпиады. Пекин — 2008». | 8,00 руб.                                                        | 15 апреля 2008 года   | 220 000                       | А. Московец              |
| № 1393 (Mi #1625) |             | XXI зимние Олимпийские игры. | 15,00 руб.                                                       | 11 февраля 2010 года  | листа: 50 000 марки: 450 000  | А. Московец              |
| № 1464 (Mi #1696) |             | Почтовый блок «Сочи — столица ХХII Олимпийских зимних игр 2014 года». | 25,00 руб.                                                       | 15 марта 2011 года    | 120 000                       | О. Шушлебина             |
| № 1524 (Mi #1756) № 1525 (Mi #1757) № 1526 (Mi #1758) № 1527 (Mi #1759) |             | Малый марочный лист из серии «XXII Олимпийские зимние игры в Сочи. Туризм на Черноморском побережье России»: - Красная поляна; - Здание сочинского Морского вокзала; - Горный массив Ахун; - Волконский дольмен. | 15,00 20,00 25,00 30,00 руб.                                     | 27 сентября 2011 года | 320 000                       | О. Иванова               |
| № 1524 (Mi #1756) № 1525 (Mi #1757) № 1526 (Mi #1758) № 1527 (Mi #1759) |             | Малый марочный лист из серии «XXII Олимпийские зимние игры в Сочи. Туризм на Черноморском побережье России» (на английском языке). | 15,00 20,00 25,00 30,00 руб.                                     | 27 сентября 2011 года | 150 000                       | О. Иванова               |
| № 1524 (Mi #1756) № 1525 (Mi #1757) № 1526 (Mi #1758) № 1527 (Mi #1759) |             | Малый марочный лист из серии «XXII Олимпийские зимние игры в Сочи. Туризм на Черноморском побережье России» (на китайском языке). | 15,00 20,00 25,00 30,00 руб.                                     | 27 сентября 2011 года | 130 000                       | О. Иванова               |
| № 1524 (Mi #1756) № 1525 (Mi #1757) № 1526 (Mi #1758) № 1527 (Mi #1759) |             | Малый марочный лист из серии «XXII Олимпийские зимние игры в Сочи. Туризм на Черноморском побережье России» (на немецком языке). | 15,00 20,00 25,00 30,00 руб.                                     | 27 сентября 2011 года | 120 000                       | О. Иванова               |
| № 1524 (Mi #1756) № 1525 (Mi #1757) № 1526 (Mi #1758) № 1527 (Mi #1759) |             | Малый марочный лист из серии «XXII Олимпийские зимние игры в Сочи. Туризм на Черноморском побережье России» (на французском языке). | 15,00 20,00 25,00 30,00 руб.                                     | 27 сентября 2011 года | 120 000                       | О. Иванова               |
| № 1524 (Mi #1756) № 1525 (Mi #1757) № 1526 (Mi #1758) № 1527 (Mi #1759) |             | Малый марочный лист из серии «XXII Олимпийские зимние игры в Сочи. Туризм на Черноморском побережье России» (на испанском языке). | 15,00 20,00 25,00 30,00 руб.                                     | 27 сентября 2011 года | 120 000                       | О. Иванова               |
| № 1524 I (Mi #1756) |             | Малый марочный лист из серии «XXII Олимпийские зимние игры в Сочи. Туризм на Черноморском побережье России»: - Красная поляна. | 15,00 руб.                                                       | 21 октября 2011 года  | листа: 140 000 марки: 840 000 | О. Иванова               |
| № 1525 I (Mi #1757) |             | Малый марочный лист из серии «XXII Олимпийские зимние игры в Сочи. Туризм на Черноморском побережье России»: - Здание сочинского Морского вокзала | 20,00 руб.                                                       | 21 октября 2011 года  | листа: 140 000 марки: 840 000 | О. Иванова               |
| № 1526 I (Mi #1758) |             | Малый марочный лист из серии «XXII Олимпийские зимние игры в Сочи. Туризм на Черноморском побережье России»: - Горный массив Ахун | 25,00 руб.                                                       | 21 октября 2011 года  | листа: 140 000 марки: 840 000 | О. Иванова               |
| № 1527 I (Mi #1759) |             | Малый марочный лист из серии «XXII Олимпийские зимние игры в Сочи. Туризм на Черноморском побережье России»: - Волконский дольмен | 30,00 руб.                                                       | 21 октября 2011 года  | листа: 140 000 марки: 840 000 | О. Иванова               |
| № 1529 (Mi #1761) |             | Серия «XXII Олимпийские зимние игры в Сочи. Олимпийские зимние виды спорта»: - Шорт-трек. | 25,00 руб.                                                       | 3 октября 2011 года   | листа: 120 000 марки: 960 000 | А. Дробышев              |
| № 1530 (Mi #1762) |             | Серия «XXII Олимпийские зимние игры в Сочи. Олимпийские зимние виды спорта»: - Прыжки на лыжах с трамплина. | 25,00 руб.                                                       | 3 октября 2011 года   | листа: 120 000 марки: 960 000 | А. Дробышев              |
| № 1531 (Mi #1763) |             | Серия «XXII Олимпийские зимние игры в Сочи. Олимпийские зимние виды спорта»: - Лыжные гонки. | 25,00 руб.                                                       | 3 октября 2011 года   | листа: 120 000 марки: 960 000 | А. Дробышев              |
| № 1545 (Mi #1777) |             | 100 лет Российскому олимпийскому комитету. | 15,00 руб.                                                       | 25 ноября 2011 года   | листа: 50 000 марки: 750 000  | А. Московец              |
| № 1559 (Mi #1791) № 1560 (Mi #1792) № 1561 (Mi #1793) |             | Почтовый блок «XXII Олимпийские игры в Сочи. Талисманы». | 15,00 руб.                                                       | 27 февраля 2012 года  | 220 000                       | О. Шушлебина             |
| № 1562 (Mi #1794) |             | Почтовый блок «XI Паралимпийские игры в Сочи. Талисманы: Лучик и Снежинка». | 30,00 руб.                                                       | 27 февраля 2012 года  | 220 000                       | О. Шушлебина             |
| № 1580 (Mi #1812) № 1581 (Mi #1813) № 1582 (Mi #1814) № 1583 (Mi #1815) |             | Малый марочный лист из серии «XXII Олимпийские зимние игры в Сочи. Туризм на Черноморском побережье России»: - Скала Парус; - Железнодорожный вокзал в Сочи; - Дендрарий в Хостинском районе Сочи; - Ореховский водопад. | 15,00 20,00 25,00 30,00 руб.                                     | 27 апреля 2012 года   | 200 000                       | О. Иванова               |
| № 1580 (Mi #1812) № 1581 (Mi #1813) № 1582 (Mi #1814) № 1583 (Mi #1815) |             | Малый марочный лист из серии «XXII Олимпийские зимние игры в Сочи. Туризм на Черноморском побережье России» (на английском языке). | 15,00 20,00 25,00 30,00 руб.                                     | 27 апреля 2012 года   | 100 000                       | О. Иванова               |
| № 1580 (Mi #1812) № 1581 (Mi #1813) № 1582 (Mi #1814) № 1583 (Mi #1815) |             | Малый марочный лист из серии «XXII Олимпийские зимние игры в Сочи. Туризм на Черноморском побережье России» (на китайском языке). | 15,00 20,00 25,00 30,00 руб.                                     | 27 апреля 2012 года   | 100 000                       | О. Иванова               |
| № 1580 (Mi #1812) № 1581 (Mi #1813) № 1582 (Mi #1814) № 1583 (Mi #1815) |             | Малый марочный лист из серии «XXII Олимпийские зимние игры в Сочи. Туризм на Черноморском побережье России» (на немецком языке). | 15,00 20,00 25,00 30,00 руб.                                     | 27 апреля 2012 года   | 100 000                       | О. Иванова               |
| № 1580 (Mi #1812) № 1581 (Mi #1813) № 1582 (Mi #1814) № 1583 (Mi #1815) |             | Малый марочный лист из серии «XXII Олимпийские зимние игры в Сочи. Туризм на Черноморском побережье России» (на французском языке). | 15,00 20,00 25,00 30,00 руб.                                     | 27 апреля 2012 года   | 100 000                       | О. Иванова               |
| № 1580 (Mi #1812) № 1581 (Mi #1813) № 1582 (Mi #1814) № 1583 (Mi #1815) |             | Малый марочный лист из серии «XXII Олимпийские зимние игры в Сочи. Туризм на Черноморском побережье России» (на испанском языке). | 15,00 20,00 25,00 30,00 руб.                                     | 27 апреля 2012 года   | 100 000                       | О. Иванова               |
| № 1580 I (Mi #1812) |             | Малый марочный лист из серии «XXII Олимпийские зимние игры в Сочи. Туризм на Черноморском побережье России»: - скала Парус. | 15,00 руб.                                                       | 27 апреля 2012 года   | листа: 110 000 марки: 360 000 | О. Иванова               |
| № 1581 I (Mi #1813) |             | Малый марочный лист из серии «XXII Олимпийские зимние игры в Сочи. Туризм на Черноморском побережье России»: - железнодорожный вокзал в Сочи. | 20,00 руб.                                                       | 27 апреля 2012 года   | листа: 110 000 марки: 360 000 | О. Иванова               |
| № 1582 I (Mi #1814) |             | Малый марочный лист из серии «XXII Олимпийские зимние игры в Сочи. Туризм на Черноморском побережье России»: - дендрарий в Хостинском районе Сочи. | 25,00 руб.                                                       | 27 апреля 2012 года   | листа: 110 000 марки: 360 000 | О. Иванова               |
| № 1583 I (Mi #1815) |             | Малый марочный лист из серии «XXII Олимпийские зимние игры в Сочи. Туризм на Черноморском побережье России»: - Ореховский водопад. | 30,00 руб.                                                       | 27 апреля 2012 года   | листа: 110 000 марки: 360 000 | О. Иванова               |
| № 1610 (Mi #1844) |             | Почтовый блок «Игры XXX Олимпиады в Лондоне» | 50,00 руб.                                                       | 27 июля 2012 года     | 85 000                        | А. Московец              |
| № 1610 II (Mi #1844) |             | Почтовый блок «Игры XXX Олимпиады в Лондоне» с надпечаткой текста: «На Играх ХХХ Олимпиады российские спортсмены завоевали 24 золотые, 26 серебряных, 32 бронзовые медали» | 50,00 руб.                                                       | 21 сентября 2012 года | 25 000                        | А. Московец              |
| № 1634 (Mi #1866) |             | XXII Олимпийские зимние игры 2014 года в г. Сочи. Марка с QR-кодом | 25,00 руб.                                                       | 18 сентября 2012 года | листа: 60 000 марки: 540 000  | М. Расторгуева           |
| № 1641 (Mi #1873) |             | Серия «XXII Олимпийские зимние игры в Сочи. Олимпийские зимние виды спорта»: - Горные лыжи. | 25,00 руб.                                                       | 19 октября 2012 года  | листа: 110 000 марки: 880 000 | А. Дробышев              |
| № 1642 (Mi #1874) |             | Серия «XXII Олимпийские зимние игры в Сочи. Олимпийские зимние виды спорта»: - Санный спорт. | 25,00 руб.                                                       | 19 октября 2012 года  | листа: 110 000 марки: 880 000 | А. Дробышев              |
| № 1643 (Mi #1875) |             | Серия «XXII Олимпийские зимние игры в Сочи. Олимпийские зимние виды спорта»: - Скелетон. | 25,00 руб.                                                       | 19 октября 2012 года  | листа: 110 000 марки: 880 000 | А. Дробышев              |
| № 1644 (Mi #1876) |             | Серия «XXII Олимпийские зимние игры в Сочи. Олимпийские зимние виды спорта»: - Скоростной бег на коньках. | 25,00 руб.                                                       | 19 октября 2012 года  | листа: 110 000 марки: 880 000 | А. Дробышев              |
| № 1645 (Mi #1877) |             | Серия «XXII Олимпийские зимние игры в Сочи. Олимпийские зимние виды спорта»: - Сноуборд. | 25,00 руб.                                                       | 19 октября 2012 года  | листа: 110 000 марки: 880 000 | А. Дробышев              |
| № 1646 (Mi #1878) |             | Серия «XXII Олимпийские зимние игры в Сочи. Олимпийские зимние виды спорта»: - Фристайл. | 25,00 руб.                                                       | 19 октября 2012 года  | листа: 110 000 марки: 880 000 | А. Дробышев              |
| № 1710 (Mi #1942) |             | Серия «XXII Олимпийские зимние игры в Сочи. Олимпийские зимние виды спорта»: - Бобслей. | 25,00 руб.                                                       | 29 июня 2013 года     | листа: 70 000 марки: 560 000  | А. Дробышев              |
| № 1711 (Mi #1943) |             | Серия «XXII Олимпийские зимние игры в Сочи. Олимпийские зимние виды спорта»: - Лыжное двоеборье. | 25,00 руб.                                                       | 29 июня 2013 года     | листа: 70 000 марки: 560 000  | А. Дробышев              |
| № 1712 (Mi #1944) |             | Серия «XXII Олимпийские зимние игры в Сочи. Олимпийские зимние виды спорта»: - Фигурное катание. | 25,00 руб.                                                       | 29 июня 2013 года     | листа: 70 000 марки: 560 000  | А. Дробышев              |
| № 1736 (Mi #1968) |             | Почтовый блок «XXII Олимпийские зимние игры 2014 года в г. Сочи. Эстафета Олимпийского огня». | 50,00 руб.                                                       | 7 октября 2013 года   | 120 000                       | А. Московец В. Бельтюков |
| № 1743 (Mi #1975) |             | Серия «XXII Олимпийские зимние игры в Сочи. Олимпийские зимние виды спорта»: - Биатлон. | 25,00 руб.                                                       | 1 ноября 2013 года    | листа: 70 000 марки: 560 000  | А. Дробышев              |
| № 1744 (Mi #1976) |             | Серия «XXII Олимпийские зимние игры в Сочи. Олимпийские зимние виды спорта»: - Кёрлинг. | 25,00 руб.                                                       | 1 ноября 2013 года    | листа: 70 000 марки: 560 000  | А. Дробышев              |
| № 1745 (Mi #1977) |             | Серия «XXII Олимпийские зимние игры в Сочи. Олимпийские зимние виды спорта»: - Хоккей на льду. | 25,00 руб.                                                       | 1 ноября 2013 года    | листа: 70 000 марки: 560 000  | А. Дробышев              |
| № 1751 (Mi #1983) № 1752 (Mi #1984) № 1753 (Mi #1985) № 1754 (Mi #1986) № 1755 (Mi #1987) |             | Почтовый блок «XXII Олимпийские зимние игры и XI Паралимпийские зимние игры 2014 года в г. Сочи. Легенды спорта»: - Гришин Евгений Романович (1931—2005); - Пахомова Людмила Алексеевна (1946—1986); - Меланьин Владимир Михайлович (1933—1994); - Рагулин Александр Павлович (1941—2004); - Фирсов Анатолий Васильевич (1941—2000). | 15,00 руб.                                                       | 15 ноября 2013 года   | 130 000                       | О. Иванова               |
| № 1756 (Mi #1988) |             | «С Новым годом!»: Талисманы XXII Олимпийских зимних игр и XI Паралимпийских зимних игр 2014 года в городе Сочи: - Леопард. | 20,00 руб.                                                       | 29 ноября 2013 года   | листа: 85 000 марки: 680 000  | М. Расторгуева           |
| № 1757 (Mi #1989) |             | «С Новым годом!»: Талисманы XXII Олимпийских зимних игр и XI Паралимпийских зимних игр 2014 года в городе Сочи: - Белый мишка. | 20,00 руб.                                                       | 29 ноября 2013 года   | листа: 85 000 марки: 680 000  | М. Расторгуева           |
| № 1758 (Mi #1990) |             | «С Новым годом!»: Талисманы XXII Олимпийских зимних игр и XI Паралимпийских зимних игр 2014 года в городе Сочи: - Зайка. | 20,00 руб.                                                       | 29 ноября 2013 года   | листа: 85 000 марки: 680 000  | М. Расторгуева           |
| № 1759 (Mi #1991) |             | «С Новым годом!»: Талисманы XXII Олимпийских зимних игр и XI Паралимпийских зимних игр 2014 года в городе Сочи: - Лучик и Снежинка. | 20,00 руб.                                                       | 29 ноября 2013 года   | листа: 85 000 марки: 680 000  | М. Расторгуева           |
| № 1760 (Mi #1992) № 1761 (Mi #1993) № 1762 (Mi #1994) № 1763 (Mi #1995) № 1764 (Mi #1996) № 1765 (Mi #1997) |             | Малый марочный лист «XXII Олимпийские зимние игры 2014 года в г. Сочи. Олимпийские спортивные объекты»: - Олимпийский стадион Фишт; - Комплекс «Лаура»; - Комплекс «Русские горки»; - Ледовый дворец «Большой»; - Дворец зимнего спорта «Айсберг»; - Ледовая арена «Шайба». | 20,00 руб.                                                       | 30 ноября 2013 года   | 150 000                       | C. Ульяновский           |
| № 1773 (Mi #2005) № 1774 (Mi #2006) № 1775 (Mi #2007) № 1776 (Mi #2008) № 1777 (Mi #2009) |             | Почтовый блок «XXII Олимпийские зимние игры и XI Паралимпийские зимние игры 2014 года в г. Сочи. Легенды спорта»: - Боярских Клавдия Сергеевна (1939—2009); - Бобров Всеволод Михайлович (1922—1979); - Аверина Татьяна Борисовна (1933—1994); - Пьер де Кубертен (1863—1937); - Людвиг Гуттман (1941—2000). | 15,00 руб.                                                       | 14 декабря 2013 года  | 130 000                       | О. Иванова               |
| № 1782 (Mi #1975) № 1783 (Mi #1942) № 1784 (Mi #1873) № 1785 (Mi #1976) № 1786 (Mi #1943) № 1787 (Mi #1763) № 1788 (Mi #1762) № 1789 (Mi #1874) № 1790 (Mi #1875) № 1791 (Mi #1876) № 1792 (Mi #1877) № 1793 (Mi #1944) № 1794 (Mi #1878) № 1795 (Mi #1977) № 1796 (Mi #1761) |             | Малый марочный лист: серия «XXII Олимпийские зимние игры в Сочи. Олимпийские зимние виды спорта»: - Биатлон; - Бобслей; - Горные лыжи; - Кёрлинг; - Лыжное двоеборье; - Лыжные гонки; - Прыжки на лыжах с трамплина; - Санный спорт; - Скелетон; - Скоростной бег на коньках; - Сноуборд; - Фигурное катание; - Фристайл; - Хоккей на льду; - Шорт-трек. | 25,00 руб.                                                       | 24 января 2014 года   | 115 000                       | А. Дробышев              |
| № 1797 (Mi #2014) № 1798 (Mi #2015) № 1799 (Mi #2016) |             | Почтовый блок «XXII Олимпийские зимние игры 2014 года в г. Сочи»: - «Бронзовая медаль»; - «Серебряная медаль»; - «Золотая медаль» | 25,00 50,00 75,00 руб.                                           | 7 февраля 2014 года   | 100 000                       | А. Дробышев              |
| № 1797 (Mi #2014) № 1798 (Mi #2015) № 1799 (Mi #2016) |             | Почтовый блок «XXII Олимпийские зимние игры 2014 года в г. Сочи»: - «Бронзовая медаль»; - «Серебряная медаль»; - «Золотая медаль» (с надпечаткой текста) | 25,00 50,00 75,00 руб.                                           | 25 апреля 2014 года   | 50 000                        | А. Дробышев              |
| № 1806 (Mi #2023) № 1807 (Mi #2024) № 1808 (Mi #2025) |             | Почтовый блок «XI Паралимпийские зимние игры 2014 года в г. Сочи»: - «Бронзовая медаль»; - «Серебряная медаль»; - «Золотая медаль» | 25,00 50,00 75,00 руб.                                           | 7 марта 2014 года     | 100 000                       | А. Дробышев              |
| № 1806 (Mi #2023) № 1807 (Mi #2024) № 1808 (Mi #2025) |             | Почтовый блок «XI Паралимпийские зимние игры 2014 года в г. Сочи»: - «Бронзовая медаль»; - «Серебряная медаль»; - «Золотая медаль» (с надпечаткой текста) | 25,00 50,00 75,00 руб.                                           | 25 апреля 2014 года   | 50 000                        | А. Дробышев              |
| № 2032 (Mi #2249) № 2033 (Mi #2250) № 2034 (Mi #2251) № 2035 (Mi #2252) |             | Серия «Чемпионат мира по футболу FIFA 2018 в России™. Стадионы»: - «Фишт» (Сочи); - «Лужники» (Москва); - «Спартак» (Москва); - «Казань арена» (Казань). | 21,00 руб.                                                       | 17 ноября 2015 года   | 400 000                       | О. Шушлебина             |

## Комментарии
1. ↑  Каталог включает описание государственных знаков почтовой оплаты Российской Федерации (марок, блоков, малых листов, буклетов), выпущенных с января 1992 года ФГУП Издатцентр «Марка»[1][2].
2. ↑  Коммеморативные марки — обобщённое название специальных художественных (памятных, юбилейных и других) почтовых марок. Для упрощения терминологии в случаях, когда требуется лишь подчеркнуть, что данная марка не является общеупотребляемой (то есть стандартной), под термином «коммеморативная марка» подразумевают, кроме перечисленных выше, также тематические марки (рисунки которых посвящены определённой теме коллекционирования). Также все упомянутые марки, объединённые термином «коммеморативная», имеют общую черту: как правило, такие марки изготовляются на высоком полиграфическом уровне[5].
3. ↑  Ниже приведён перечень памятных художественных марок (с возможностью сортировки по номиналу, тиражу и дате введения в обращение).
4. ↑  Количество марок № 1 на листах: 50 (10×5 марок), а также малый марочный лист  (Mi #220): количество марок на листе — 8 (4×2), тираж малого марочного листа — 250 000 экземпляров[23].
5. ↑  Количество марок № 2 на листах: 50 (10×5 марок), а также малый марочный лист  (Mi #221): количество марок на листе — 8 (4×2), тираж малого марочного листа — 250 000 экземпляров[23].
6. ↑  Количество марок № 3 на листах: 50 (10×5 марок), а также малый марочный лист  (Mi #222): количество марок на листе — 8 (4×2), тираж малого марочного листа — 250 000 экземпляров[23].
7. ↑  Количество марок № 26 на листах: 50 (10×5 марок), а также малый марочный лист  (Mi #245): количество марок на листе — 8 (4×2), тираж малого марочного листа — 250 000 экземпляров[25].
8. ↑  Количество марок № 27 на листах: 50 (10×5 марок), а также малый марочный лист  (Mi #246): количество марок на листе — 8 (2×4), тираж малого марочного листа — 250 000 экземпляров[25].
9. ↑  Количество марок № 28 на листах: 50 (10×5 марок), а также малый марочный лист  (Mi #247): количество марок на листе — 8 (2×4), тираж малого марочного листа — 250 000 экземпляров[25].
10. ↑  Малый марочный лист с художественно оформленными полями. На полях листа помещены рисунки, заимствованные с античных греческих ваз. Формат марки № 298 — 28×40 мм, тираж 450 000 экземпляров, количество марок на листе: 8 (4×2 марок). Тираж малого марочного листа — 85 000 экземпляров[29].
11. ↑  Малый марочный лист с художественно оформленными полями. На полях малого листа изображены зимние пейзажные зарисовки окрестностей города Нагано. Количество марок на листе: 6 (3×2 марок) — каждая марка напечатана на листе дважды. Тираж малого марочного листа — 60 000 экземпляров[30].
12. ↑  Серия из двенадцати почтовых марок посвящена важнейшим событиям спортивной жизни России XX века. На марках представлены известные спортсмены, эпизоды различных соревнований, а также памятные спортивные события, происходившие в России в XX веке. На полях листа даны рисунки, представляющие различные виды спорта. Марки печатались на листах с оформленными полями по 12 (3×4) марок с номерами от № 561 до № 572 слева направо и сверху вниз[32].
13. ↑  Сцепка «Игры XXVIII Олимпиады. Афины — 2004»: на листе 12 купонов и 24 марки — 12 сцепок. Формат марок — 35,5×23,5 мм. Тираж сцепки — 200 000 экземпляров[35].
14. ↑  Почтовая марка № 1030 (формат 42×30 мм) посвящена Москве — городу кандидату на право проведения Игр ХХХ Олимпиады 2012 года. На марке изображены олимпийские кольца и стилизованная беговая дорожка, повторяющая цвета олимпийских колец: голубой, жёлтый, чёрный, зелёный и красный[36].
15. ↑  На марке — Большая спортивная арена (архитекторы И. А. Рожин, Н. Н. Уллас, А. Ф. Хряков под руководством А. В. Власова; инженеры В. Н. Насонов, Н. М. Резников, В. П. Поликарпов). Формат марки 40×28 мм. Количество марок на листе: 36 (6×6 марок)[39].
16. ↑  Талисманами Олимпиады станут Дети удачи. Согласно китайской философии, Детей удачи пятеро: Бэй-Бэй, Цзин-Цзин, Хуань-Хуань, Ин-Ин и Ни-Ни. Они также воплощают в себе рыбу, большую панду, огонь, тибетскую антилопу и ласточку. Если сложить первые слоги имени каждого из них, то получится фраза, перевод которой означает — «Добро пожаловать в Пекин!». На марках изображены олимпийские виды спорта и олимпийская символика на фоне полос, повторяющих цвета олимпийских колец. Малый марочный лист с художественно оформленными полями. Количество марок на листе: 3 (3×1 марок). На полях — горный пейзаж Китая и Великая Китайская стена. Тираж художественно оформленного малого марочного листа — 98 000 экземпляров[41].
17. ↑  Талисманами Олимпиады станут Дети удачи. Согласно китайской философии, Детей удачи пятеро: Бэй-Бэй, Цзин-Цзин, Хуань-Хуань, Ин-Ин и Ни-Ни. Они также воплощают в себе рыбу, большую панду, огонь, тибетскую антилопу и ласточку. Если сложить первые слоги имени каждого из них, то получится фраза, перевод которой означает — «Добро пожаловать в Пекин!». На марках изображены олимпийские виды спорта и олимпийская символика на фоне полос, повторяющих цвета олимпийских колец. Формат марки 26×58 мм. На листе 24 (6×4) марки (8 сцепок; в сцепке 3 марки). Тираж сцепки — 220 000 экземпляров[41].
18. ↑  XXI зимние Олимпийские игры (12 — 28 февраля 2010 года, Ванкувер, Канада. Эмблемой Игр стало стилизованное изображение инукшука — каменного изваяния в форме человеческой фигуры. Эмблема получила имя Иланаак, что в переводе с местного индейского наречия обозначает «друг». На марке с фоном из снежинок изображена стилизованная медаль с эмблемой XXI зимних Олимпийских игр. Формат марки — 37×37 мм, тираж 450 000, экземпляров. Марки напечатаны на малом марочном листе, форматом 121×121 мм по 9 марок, тираж 50 000 листов[42].
19. ↑  Сочи завоевал право проведения XXII Олимпийских зимних Игр и XI Паралимпийских игр 2014 года на 119-й сессии МОК 2007 года в Гватемале. Первые зимние Игры в истории России пройдут с 7 по 23 февраля 2014 года, а Паралимпийские — с 7 по 16 марта 2014 года. На блоке изображены эмблема XXII Олимпийских зимних игр на фоне заснеженных склонов гор Красной Поляны, а также стилизованный факел с лентами, окрашенными в олимпийские цвета. Формат блока: 90×60 мм, количество марок в блоке — 1; размер марки в блоке: 42×30 мм, тираж блока — 120 000 экземпляров[43].
20. ↑  Черноморское побережье Кавказа — южный форпост России. Здесь находится множество уникальных природных и туристических объектов, архитектурных достопримечательностей. На марках изображены: горнолыжный курорт Красная Поляна, здание Морского вокзала в Сочи, гора Большой Ахун со смотровой башней, Волконский дольмен. Форма выпуска — малый марочный лист из 4 марок + 4 купонов на 6-ти языках. Формат марочного листа — 102×140 мм, марок и купонов — 42×30 мм, тираж марочного листа с текстом на русском языке — 320 000 экземпляров[44].
21. ↑  Черноморское побережье Кавказа — южный форпост России. Здесь находится множество уникальных природных и туристических объектов, архитектурных достопримечательностей. На марках изображены: горнолыжный курорт Красная Поляна, здание Морского вокзала в Сочи, гора Большой Ахун со смотровой башней, Волконский дольмен. Форма выпуска — малый марочный лист из 4 марок + 4 купонов на 6-ти языках. Формат марочного листа — 102×140 мм, марок и купонов — 42×30 мм, тираж марочного листа с текстом на английском языке — 150 000 экземпляров[44].
22. ↑  Черноморское побережье Кавказа — южный форпост России. Здесь находится множество уникальных природных и туристических объектов, архитектурных достопримечательностей. На марках изображены: горнолыжный курорт Красная Поляна, здание Морского вокзала в Сочи, гора Большой Ахун со смотровой башней, Волконский дольмен. Форма выпуска — малый марочный лист из 4 марок + 4 купонов на 6-ти языках. Формат марочного листа — 102×140 мм, марок и купонов — 42×30 мм, тираж марочного листа с текстом на китайском языке — 130 000 экземпляров[44].
23. ↑  Черноморское побережье Кавказа — южный форпост России. Здесь находится множество уникальных природных и туристических объектов, архитектурных достопримечательностей. На марках изображены: горнолыжный курорт Красная Поляна, здание Морского вокзала в Сочи, гора Большой Ахун со смотровой башней, Волконский дольмен. Форма выпуска — малый марочный лист из 4 марок + 4 купонов на 6-ти языках. Формат марочного листа — 102×140 мм, марок и купонов — 42×30 мм, тираж марочного листа с текстом на немецком языке — 120 000 экземпляров[44].
24. ↑  Черноморское побережье Кавказа — южный форпост России. Здесь находится множество уникальных природных и туристических объектов, архитектурных достопримечательностей. На марках изображены: горнолыжный курорт Красная Поляна, здание Морского вокзала в Сочи, гора Большой Ахун со смотровой башней, Волконский дольмен. Форма выпуска — малый марочный лист из 4 марок + 4 купонов на 6-ти языках. Формат марочного листа — 102×140 мм, марок и купонов — 42×30 мм, тираж марочного листа с текстом на французском языке — 120 000 экземпляров[44].
25. ↑  Черноморское побережье Кавказа — южный форпост России. Здесь находится множество уникальных природных и туристических объектов, архитектурных достопримечательностей. На марках изображены: горнолыжный курорт Красная Поляна, здание Морского вокзала в Сочи, гора Большой Ахун со смотровой башней, Волконский дольмен. Форма выпуска — малый марочный лист из 4 марок + 4 купонов на 6-ти языках. Формат марочного листа — 102×140 мм, марок и купонов — 42×30 мм, тираж марочного листа с текстом на испанском языке — 120 000 экземпляров[44].
26. ↑  Красная Поляна — курорт, расположенный в горах Кавказа на высоте 550—600 метров над уровнем моря, обладающий уникальной для территории России горнолыжной инфраструктурой. Здесь созданы горнолыжные трассы различной степени сложности, которые подходят для катания как профессионалов, так и новичков. Форма выпуска — малый марочный лист из 6 марок + 6 купонов на 6-ти языках. Формат марочного листа — 138×137 мм, марок и купонов — 42×30 мм, тираж марочного листа 140 000 экземпляров[45].
27. ↑  Здание сочинского Морского вокзала было построено в 1955 году по проекту архитекторов К. С. Алабяна и Л. Б. Карлика. Двухэтажное здание Морского вокзала в центре увенчано 71-метровой башней со шпилем. Над тремя ярусами башни установлены скульптуры, олицетворяющие времена года и стороны света. Форма выпуска — малый марочный лист из 6 марок + 6 купонов на 6-ти языках. Формат марочного листа — 138×137 мм, марок и купонов — 42×30 мм, тираж марочного листа 140 000 экземпляров[45].
28. ↑  В Хостинском районе города Сочи расположен горный массив Ахун. Он состоит из нескольких вершин, самой высокой из которых является Большой Ахун, находящийся на отметке в 663 м над уровнем моря. На вершине горы расположена смотровая башня, сооружённая в 1936 году по проекту архитектора С. И. Воробьёва. Форма выпуска — малый марочный лист из 6 марок + 6 купонов на 6-ти языках.
Формат марочного листа — 138×137 мм, марок и купонов — 42×30 мм, тираж марочного листа 140 000 экземпляров[45].
29. ↑  В Лазаревском лесничестве Сочинского национального парка расположен Волконский дольмен — уникальный памятник мегалитической культуры, охраняемый государством. Это единственный сохранившийся на Кавказе дольмен-монолит. Его возраст составляет приблизительно девять с половиной тысяч лет. Форма выпуска — малый марочный лист из 6 марок + 6 купонов на 6-ти языках.
Формат марочного листа — 138×137 мм, марок и купонов — 42×30 мм, тираж марочного листа 140 000 экземпляров[45].
30. ↑  Шорт-трек (вид скоростного бега на коньках) вошёл в программу Олимпийских зимних игр в 1992 году. На соревнованиях спортсменам необходимо максимально быстро преодолеть соревновательную дистанцию по овальной ледовой дорожке длиной 111,12 м. Форма выпуска — малый марочный лист из 8 марок + купон. Формат марочного листа — 131×131 мм, марок и купонов — 37×37 мм, тираж марочного листа 120 000 экземпляров[46].
31. ↑  Прыжки на лыжах с трамплина входят в программу Олимпийских игр с 1924 года, а прыжки с большого трамплина вошли в программу — с 1964 года. Форма выпуска — малый марочный лист из 8 марок + купон. Формат марочного листа — 131×131 мм, марок и купонов — 37×37 мм, тираж марочного листа 120 000 экземпляров[46].
32. ↑  В программу Олимпийских зимних игр лыжные гонки среди мужчин включены с 1934 года, а среди женщин — с 1952 года. Форма выпуска — малый марочный лист из 8 марок + купон. Формат марочного листа — 131×131 мм, марок и купонов — 37×37 мм, тираж марочного листа 120 000 экземпляров[46].
33. ↑  Формат марочного листа — 142×166 мм, марок — 42×30 мм. Количество марок на листе — 15 (3×5) марок. Тираж марочного листа 50 000 экземпляров[47].
34. ↑  Сочи завоевал право проведения XXII Олимпийских зимних Игр и XI Паралимпийских игр 2014 года на 119-й сессии МОК 2007 года в Гватемале. Впервые в истории олимпийского движения талисманы Игр были выбраны в ходе Всероссийского конкурса, завершившегося в прямом эфире шоу «Талисмания. Сочи 2014. Финал» на Первом канале. В первую тройку победителей вошли: леопард (получил 28% голосов), белый медведь (18%), заяц (16%). На почтовом блоке изображены талисманы XXII Олимпийских зимних игр 2014 года в г. Сочи — Леопард, Зайка и Белый Мишка. Формат блока: 117×75,5 мм, количество марок в блоке — 3; размер марки в блоке: Леопард — 38,7×52,7 мм; Зайка — 28,6×44 мм; Белый Мишка — 38,6×59,3 мм, тираж блока — 220 000 экземпляров на самоклеящейся бумаге[49].
35. ↑  У Паралимпийских игр существуют свои талисманы, которые призваны подчеркнуть особенности паралимпийского спорта. Основные качества, присущие талисманам, созвучны принципам паралимпийзма — сила духа и воля к победе. На почтовом блоке изображены талисманы XI Паралимпийских зимних игр 2014 года в г. Сочи — Лучик и Снежинка. Формат блока: 80×70 мм, количество марок в блоке — 1; размер марки в блоке: 67,5×57 мм, тираж блока — 220 000 экземпляров на самоклеящейся бумаге[50].
36. ↑  Черноморское побережье Кавказа — южный форпост России. Здесь находится множество уникальных природных и туристических объектов, архитектурных достопримечательностей. На марках изображены: Скала Парус, Железнодорожный вокзал в Сочи, Дендрарий в Хостинском районе Сочи, Ореховский водопад. Форма выпуска — малый марочный лист из 4 марок + 4 купонов на 6-ти языках. Формат марочного листа — 102×140 мм, марок и купонов — 42×30 мм, тираж марочного листа с текстом на русском языке — 200 000 экземпляров[51].
37. ↑  Черноморское побережье Кавказа — южный форпост России. Здесь находится множество уникальных природных и туристических объектов, архитектурных достопримечательностей. На марках изображены: Скала Парус, Железнодорожный вокзал в Сочи, Дендрарий в Хостинском районе Сочи, Ореховский водопад. Форма выпуска — малый марочный лист из 4 марок + 4 купонов на 6-ти языках. Формат марочного листа — 102×140 мм, марок и купонов — 42×30 мм, тираж марочного листа с текстом на английском языке — 100 000 экземпляров[51].
38. ↑  Черноморское побережье Кавказа — южный форпост России. Здесь находится множество уникальных природных и туристических объектов, архитектурных достопримечательностей. На марках изображены: Скала Парус, Железнодорожный вокзал в Сочи, Дендрарий в Хостинском районе Сочи, Ореховский водопад. Форма выпуска — малый марочный лист из 4 марок + 4 купонов на 6-ти языках. Формат марочного листа — 102×140 мм, марок и купонов — 42×30 мм, тираж марочного листа с текстом на китайском языке — 100 000 экземпляров[51].
39. ↑  Черноморское побережье Кавказа — южный форпост России. Здесь находится множество уникальных природных и туристических объектов, архитектурных достопримечательностей. На марках изображены: Скала Парус, Железнодорожный вокзал в Сочи, Дендрарий в Хостинском районе Сочи, Ореховский водопад. Форма выпуска — малый марочный лист из 4 марок + 4 купонов на 6-ти языках. Формат марочного листа — 102×140 мм, марок и купонов — 42×30 мм, тираж марочного листа с текстом на немецком языке — 100 000 экземпляров[51].
40. ↑  Черноморское побережье Кавказа — южный форпост России. Здесь находится множество уникальных природных и туристических объектов, архитектурных достопримечательностей. На марках изображены: Скала Парус, Железнодорожный вокзал в Сочи, Дендрарий в Хостинском районе Сочи, Ореховский водопад. Форма выпуска — малый марочный лист из 4 марок + 4 купонов на 6-ти языках. Формат марочного листа — 102×140 мм, марок и купонов — 42×30 мм, тираж марочного листа с текстом на французском языке — 100 000 экземпляров[51].
41. ↑  Черноморское побережье Кавказа — южный форпост России. Здесь находится множество уникальных природных и туристических объектов, архитектурных достопримечательностей. На марках изображены: Скала Парус, Железнодорожный вокзал в Сочи, Дендрарий в Хостинском районе Сочи, Ореховский водопад. Форма выпуска — малый марочный лист из 4 марок + 4 купонов на 6-ти языках. Формат марочного листа — 102×140 мм, марок и купонов — 42×30 мм, тираж марочного листа с текстом на испанском языке — 100 000 экземпляров[51].
42. ↑  На почтовой марке изображена скала Парус, получившая название благодаря своей форме, которая расположена на берегу Черного моря, в 17 километрах к юго-востоку от Геленджика. Это уникальное природное образование является фрагментом песчаникового пласта, некогда бывшего составной частью берегового массива и сохранившегося благодаря своей прочности. Форма выпуска — малый марочный лист из 6 марок + 6 купонов на 6-ти языках. Формат марочного листа — 138×137 мм, марок и купонов — 42×30 мм, тираж марочного листа 110 000 экземпляров[51].
43. ↑  На почтовой марке изображён железнодорожный вокзал, расположенный в Центральном районе Сочи, который является памятником архитектуры федерального значения. Здание представляет собой сложную архитектурную композицию с часовой башней и тремя двориками в виде атриумов со скульптурой и фонтанами. Циферблат башенных часов оформлен знаками зодиака. Форма выпуска — малый марочный лист из 6 марок + 6 купонов на 6-ти языках. Формат марочного листа — 138×137 мм, марок и купонов — 42×30 мм, тираж марочного листа 110 000 экземпляров[51].
44. ↑  На почтовой марке изображён дендрарий c уникальным собранием субтропической флоры и фауны, который расположен в Хостинском районе Сочи. Центральная часть парка организована по принципу итальянских террасных садов и насыщена архитектурными сооружениями. Нижняя представляет собой английский пейзажный парк, разбитый по географическому принципу. Форма выпуска — малый марочный лист из 6 марок + 6 купонов на 6-ти языках. Формат марочного листа — 138×137 мм, марок и купонов — 42×30 мм, тираж марочного листа 110 000 экземпляров[51].
45. ↑  На почтовой марке изображён Ореховский водопад, который находится в 14 километрах от моря, в месте слияния рек Безуменка и Сочи у посёлка Нижняя Ореховка. Один из самых популярных, живописных, высоких (27,5 метров) и мощных водопадов Черноморского побережья имеет карстовое происхождение. Является памятником природы Краснодарского края. Форма выпуска — малый марочный лист из 6 марок + 6 купонов на 6-ти языках. Формат марочного листа — 138×137 мм, марок и купонов — 42×30 мм, тираж марочного листа 110 000 экземпляров[51].
46. ↑  Формат блока — 110×90 мм. Количество марок в блоке — 1. Формат марки в блоке 37×37 мм. Тираж блока — 85 000 экземпляров[52].
47. ↑  12 августа 2012 года в Лондоне завершились ХХХ Олимпийские игры. Сборная России завоевала 82 медали: 24 золотых, 26 серебряных и 32 бронзовых. В неофициальном командном зачёте Россия заняла четвёртое место, уступив США, Китаю и Великобритании. По общему числу медалей российская команда превзошла свои показатели на Играх-2008 в Пекине. Учитывая значимость события, на полях почтового блока, посвященного Играм XXX Олимпиады в Лондоне произведена надпечатка текста: «На Играх ХХХ Олимпиады российские спортсмены завоевали 24 золотые, 26 серебряных, 32 бронзовые медали». Формат блока — 110×90 мм. Количество марок в блоке — 1. Формат марки в блоке 37×37 мм. Тираж блока — 25 000 экземпляров[53].
48. ↑  QR код «QR — англ. Quick Response (Быстрый Отклик)» — двухмерный штрихкод, предоставляющий информацию для быстрого её распознавания с помощью камеры на мобильном телефоне. QR-код позволяет закодировать любую информацию, например: текст, номер телефона, ссылку на сайт или визитную карточку. На марке изображён официальный логотип XXII Олимпийских зимних игр 2014 года в городе Сочи и матричный код (QR-код), в котором зашифрована ссылка на сайт www.sochi2014.com. Любой желающий сможет с помощью мобильного устройства оперативно попасть на официальный сайт Игр-2014 — узнать, как проходит подготовка к Олимпиаде, прочитать последние новости, зайти на страничку талисманов Игр и так далее. Формат марочного листа — 132×132 мм, марок (пунктирной перфорации) — 44×44 мм. Количество марок на листе — 9 (3×3), бумага самоклеящаяся. Тираж марочного листа 60 000 экземпляров[54].
49. ↑  Горные лыжи — в программу Олимпийских игр по горным лыжам (среди мужчин и среди женщин) включены: скоростной спуск, слалом, слалом-гигант, супер-гигант и супер-комбинация. Особенности соревнований задаются характеристиками трасс: длиной, траекторией, расстоянием между «воротами». Форма выпуска — малый марочный лист из 8 марок + купон. Формат марочного листа — 131×131 мм, марок и купонов — 37×37 мм, тираж марочного листа 110 000 экземпляров[55].
50. ↑  Санный спорт — один из наиболее экстремальных олимпийских зимних видов спорта — представляет собой соревнования в скоростном спуске на одноместных или двухместных санях по специальной трассе с искусственным намораживанием льда. Управление санями происходит за счёт смещения центра тяжести тела спортсмена. Форма выпуска — малый марочный лист из 8 марок + купон. Формат марочного листа — 131×131 мм, марок и купонов — 37×37 мм, тираж марочного листа 110 000 экземпляров[55].
51. ↑  Скелетон представляет собой спуск по специальной трассе с искусственным намораживанием льда в скелетоне (санях с трубчатыми полозьями на укрепленной раме). Олимпийские соревнования по скелетону длятся два дня. Победителем становится тот, чье суммарное время (по всем 4 заездам) минимально. Форма выпуска — малый марочный лист из 8 марок + купон. Формат марочного листа — 131×131 мм, марок и купонов — 37×37 мм, тираж марочного листа 110 000 экземпляров[55].
52. ↑  Цель скоростного бега на коньках — максимально быстро преодолеть определённую дистанцию. Классическая длина замкнутой дорожки — 400 м. Форма выпуска — малый марочный лист из 8 марок + купон. Формат марочного листа — 131×131 мм, марок и купонов — 37×37 мм, тираж марочного листа 110 000 экземпляров[55].
53. ↑  Сноуборд — одна из дисциплин лыжного спорта. В Олимпийскую программу «Сочи-2014» по сноуборду включены не только традиционные виды (хафпайп, параллельный гигантский слалом, сноуборд-кросс), но и новые виды соревнований в олимпийской программе: слоупстайл и параллельный слалом. Форма выпуска — малый марочный лист из 8 марок + купон. Формат марочного листа — 131×131 мм, марок и купонов — 37×37 мм, тираж марочного листа 110 000 экземпляров[55].
54. ↑  Фристайл — одна из дисциплин лыжного спорта. В каждом виде соревнований участвуют и мужчины, и женщины. В Олимпийскую программу «Сочи-2014» по фристайлу включены не только традиционные виды: могул, лыжная акробатика, ски-кросс, но и новые виды соревнований в олимпийской программе: хафпайп и слоупстайл, которые были добавлены в олимпийскую программу в 2011 году. Форма выпуска — малый марочный лист из 8 марок + купон. Формат марочного листа — 131×131 мм, марок и купонов — 37×37 мм, тираж марочного листа 110 000 экземпляров[55].
55. ↑  Бобслей — скоростной спуск по специальной трассе с искусственным намораживанием льда на управляемых санях (бобах). В программу Олимпийских игр «Сочи-2014» войдут три вида соревнований: мужчины на двух- и четырёхместных бобах, женщины на двухместных бобах. Форма выпуска — малый марочный лист из 8 марок + купон. Формат марочного листа — 131×131 мм, марок и купонов — 37×37 мм, тираж марочного листа 70 000 экземпляров[57].
56. ↑  Лыжное двоеборье включает в себя прыжок с трамплина и лыжную гонку на 10 км. В олимпийскую программу «Сочи-2014» по лыжному двоеборью среди мужчин включены три вида соревнований: личное первенство с прыжком со среднего трамплина, личное первенство с прыжком с большого трамплина и командное первенство (по два прыжка с большого трамплина каждого участника и эстафета 4×5 км). Форма выпуска — малый марочный лист из 8 марок + купон. Формат марочного листа — 131×131 мм, марок и купонов — 37×37 мм, тираж марочного листа 70 000 экземпляров[57].
57. ↑  Фигурное катание на коньках является старейшей дисциплиной в программе Олимпийских игр — впервые включено в программу в 1908 году (Олимпийские игры в Лондоне). Форма выпуска — малый марочный лист из 8 марок + купон. Формат марочного листа — 131×131 мм, марок и купонов — 37×37 мм, тираж марочного листа 70 000 экземпляров[57].
58. ↑  История эстафет Олимпийского огня началась в 1936 году, а в 1952 году эстафета впервые предшествовала зимним Олимпийским играм. На почтовой марке изображена эмблема эстафеты Олимпийского огня XXII Олимпийских зимних игр 2014 года. На полях почтового блока — карта Российской Федерации; факел Эстафеты, образы Московского Кремля и Морского вокзала в городе Сочи. Формат блока — 100×100 мм, количество марок в блоке — 1, формат марки в блоке — 50×37 мм, тираж почтового блока 120 000 экземпляров[58].
59. ↑  Биатлон — вид спорта, сочетающий лыжную гонку и стрельбу из винтовки на нескольких огневых рубежах. В программу Олимпийских зимних игр «Сочи-2014» включены не только традиционные виды программы биатлона для мужчин и для женщин: индивидуальная гонка, спринт, гонка преследования, масс-старт и эстафета, но и новый вид соревнований в олимпийской программе: смешанная эстафета. Формат марочного листа — 131×131 мм, марок и купонов — 37×37 мм, тираж марочного листа 70 000 экземпляров[59].
60. ↑  Кёрлинг — командная спортивная игра на ледовой площадке, в которой соревнуются две команды по четыре игрока. Участники противоборствующих команд поочерёдно запускают по ледовой дорожке специальные тяжёлые гранитные снаряды («камни») в направлении размеченной на льду мишени («дома»). Форма выпуска — малый марочный лист из 8 марок + купон. Формат марочного листа — 131×131 мм, марок и купонов — 37×37 мм, тираж марочного листа 70 000 экземпляров[59].
61. ↑  Хоккей на льду — командная спортивная игра на ледовой площадке, в которой соревнуются две команды. Участники противоборствующих команд, передавая шайбу клюшками, стремятся забросить её в ворота соперника и не пропустить в свои. Побеждает команда, забросившая наибольшее количество шайб в ворота соперника. Форма выпуска — малый марочный лист из 8 марок + купон. Формат марочного листа — 131×131 мм, марок и купонов — 37×37 мм, тираж марочного листа 70 000 экземпляров[59].
62. ↑  Гришин Евгений Романович (1931—2005) — советский конькобежец, заслуженный мастер спорта, многократный чемпион и рекордсмен СССР, абсолютный чемпион Европы, мира, чемпион VII и VIII зимних Олимпийских игр по скоростному бегу на коньках на дистанции 500 и 1500 метров. Лучшие результаты: 500 м — 39,5 сек.; 1500 м — 2 мин. 08,2 сек. Формат марки — 32,5×32,5 мм[60].
63. ↑  Пахомова Людмила Алексеевна (1946—1986) — советская спортсменка, заслуженный мастер спорта, балетмейстер, многократная чемпионка СССР, Европы, мира по фигурному катанию на коньках. В 1970 году с А. Г. Горшковым они первыми из советских фигуристов завоевали чемпионское звание Европы и мира. Во многом благодаря их успешным выступлениям на чемпионатах мира в 1976 году спортивные танцы на льду впервые вошли в программу Олимпийских игр. Формат марки — 32,5×32,5 мм[60].
64. ↑  Меланьин Владимир Михайлович (1933—1994) — советский биатлонист, заслуженный мастер спорта СССР. Первый советский олимпийский чемпион по биатлону 1964 года (гонка на 20 км). На IX зимних Олимпийских играх в Инсбруке В. Меланьин стал первым биатлонистом мира, официально признанным «королём биатлона». Формат марки — 32,5×32,5 мм[60].
65. ↑  Рагулин Александр Павлович (1941—2004) — защитник, заслуженный мастер спорта, трёхкратный олимпийский чемпион, 10-кратный чемпион мира. Выступал за отечественные хоккейные клубы: «Химик» и «ЦСКА». В чемпионатах СССР он сыграл 427 матчей и забросил 63 шайбы. На чемпионатах мира, Европы и Олимпийских играх в составе сборной провёл 102 матча, забросил 14 шайб. Лучший защитник чемпионата мира 1966 года, участник легендарной суперсерии «СССР — Канада» 1972 года. Формат марки — 32,5×32,5 мм[60].
66. ↑  Фирсов Анатолий Васильевич (1941—2000) — советский хоккеист, заслуженный мастер спорта СССР, трёхкратный олимпийский чемпион, восьмикратный чемпион мира. В чемпионатах страны провёл 474 матча и забил 344 шайбы в ворота соперников. В 67 матчах на чемпионатах мира, Европы и Олимпийских играх забросил 66 шайб. Четырежды его признавали лучшим нападающим чемпионатов мира и Европы. Формат марки — 32,5×32,5 мм[60].
67. ↑  Выпуск посвящён знаменитым олимпийским чемпионам советского спорта. Имена многих из них являются неотъемлемой частью мировой истории, их вклад в развитие отечественного спорта и укрепление международных отношений поистине огромен. Каждой своей победой и новым рекордом они поднимали престиж нашей страны. На почтовых марках изображены олимпийские чемпионы: Е. Р. Гришин, Л. А. Пахомова, В. М. Меланьин, А. П. Рагулин, А. В. Фирсов. На полях почтового блока — спортсмены во время соревнований, матчей. Формат блока — 180×87 мм, количество марок в блоке — 5, формат марок в блоке — 32,5×32,5 мм, тираж почтового блока 130 000 экземпляров[60].
68. ↑  Новогодним настроением этой зимой со всеми поделятся талисманы главных спортивных событий наступающего года — XXII Олимпийских зимних игр и XI Паралимпийских зимних игр 2014 в городе Сочи: Леопард, Белый Мишка и Зайка, а также фантастические герои Лучик и Снежинка. На почтовых марках № 1756 изображён Леопард — талисман XXII Олимпийских зимних игр 2014 года в городе Сочи на фоне сказочных зимних пейзажей. Формат марочного листа (пунктирной перфорации) — 83×136 мм, марок — 36,5×29 мм. Количество марок на листе — 8 (2×4), бумага самоклеящаяся. Тираж марочного листа 85 000 экземпляров[62].
69. ↑  Новогодним настроением этой зимой со всеми поделятся талисманы главных спортивных событий наступающего года — XXII Олимпийских зимних игр и XI Паралимпийских зимних игр 2014 в городе Сочи: Леопард, Белый Мишка и Зайка, а также фантастические герои Лучик и Снежинка. На почтовых марках № 1757 изображён Белый мишка — талисман XXII Олимпийских зимних игр 2014 года в городе Сочи на фоне сказочных зимних пейзажей. Формат марочного листа (пунктирной перфорации) — 83×136 мм, марок — 36,5×29 мм. Количество марок на листе — 8 (2×4), бумага самоклеящаяся. Тираж марочного листа 85 000 экземпляров[62].
70. ↑  Новогодним настроением этой зимой со всеми поделятся талисманы главных спортивных событий наступающего года — XXII Олимпийских зимних игр и XI Паралимпийских зимних игр 2014 в городе Сочи: Леопард, Белый Мишка и Зайка, а также фантастические герои Лучик и Снежинка. На почтовых марках № 1758 изображён Зайка — талисман XXII Олимпийских зимних игр 2014 года в городе Сочи на фоне сказочных зимних пейзажей. Формат марочного листа (пунктирной перфорации) — 83×136 мм, марок — 36,5×29 мм. Количество марок на листе — 8 (2×4), бумага самоклеящаяся. Тираж марочного листа 85 000 экземпляров[62].
71. ↑  Новогодним настроением этой зимой со всеми поделятся талисманы главных спортивных событий наступающего года — XXII Олимпийских зимних игр и XI Паралимпийских зимних игр 2014 в городе Сочи: Леопард, Белый Мишка и Зайка, а также фантастические герои Лучик и Снежинка. На почтовых марках № 1759 изображены Лучик и Снежинка — талисманы XI Паралимпийских зимних игр 2014 года в городе Сочи на фоне сказочных зимних пейзажей. Формат марочного листа (пунктирной перфорации) — 83×136 мм, марок — 36,5×29 мм. Количество марок на листе — 8 (2×4), бумага самоклеящаяся. Тираж марочного листа 85 000 экземпляров[62].
72. ↑  Формат марочного листа — 160×140 мм, марок — 65×32,5 мм. Количество марок на листе — 6 (2×3). Тираж марочного листа 150 000 экземпляров[63].
73. ↑  Здание олимпийского стадиона «Фишт» расположено в Олимпийском парке так, что зрители на трибунах могут одновременно наблюдать горные вершины на севере и море на юге. Вместимость комплекса составляет 40 000 зрителей. На стадионе пройдут церемонии открытия и закрытия зимних Олимпийских и Паралимпийских игр. После окончания Игр «Фишт» станет местом проведения спортивных и концертно-зрелищные мероприятий, в том числе чемпионата мира по футболу 2018 года. Формат марки — 65×32,5 мм[63].
74. ↑  Комплекс для соревнований по лыжным гонкам и биатлону «Лаура» расположился на гребне и склонах горного хребта Псехако в 6,5—10 км северо-восточнее посёлка Красная Поляна. Комплекс состоит из двух отдельных стадионов с зонами старта и финиша, двух отдельных систем трасс для лыжных гонок и биатлона, стрельбища и зон для подготовки к соревнованиям. Вместимость лыжного и биатлонного комплексов составляет по 9600 зрителей. Формат марки — 65×32,5 мм[63].
75. ↑  Комплекс трамплинов «Русские горки» расположен на северном склоне хребта Аибга, в непосредственной близости к посёлку Эсто-Садок. Место было специально выбрано международными экспертами на стыке двух хребтов, чтобы трамплины гармонично вписывались в окружающий ландшафт, а прыгуны были защищены от порывов бокового ветра. Вместимость комплекса составляет 7500 зрителей. В рамках Игр комплекс будет использоваться для соревнований по прыжкам на лыжах с трамплинов и лыжному двоеборью. После окончания Олимпийских зимних игр комплекс «Русские горки» станет национальным тренировочным центром. Формат марки — 65×32,5 мм[63].
76. ↑  Ледовый дворец «Большой» является частью хоккейного комплекса объектов в Олимпийском парке. Вместимость дворца составляет 12 000 зрителей. Во время Игр ледовый дворец будет принимать соревнования по хоккею на льду, а также использоваться в качестве тренировочного катка. Формат марки — 65×32,5 мм[63].
77. ↑  Вместимость зимнего дворца спорта «Айсберг» составляет 12 000 зрителей. Во время Игр во дворце будут проходить соревнования по фигурному катанию на коньках и шорт-треку. Формат марки — 65×32,5 мм[63].
78. ↑  Ледовая Арена «Шайба» также является объектом Олимпийского парка. Вместимость арены составляет 7000 зрителей. В «Шайбе» пройдут соревнования по хоккею на льду в рамках Олимпийских зимних игр и по следж-хоккею в рамках Паралимпийских зимних игр. Формат марки — 65×32,5 мм[63].
79. ↑  Клавдия Сергеевна Боярских (1939—2009) — советская лыжница, заслуженный мастер спорта, кавалер ордена «Знак Почёта». В 1959 году на первенстве СССР заняла первое место среди женщин младшего возраста. На Чемпионате мира 1966 года в Осло победила в гонке на 10 км, взяла серебро на дистанции 5 км и золото в эстафете 3×5 км. К. Боярских победительница Холменколленских игр 1965 года на 10 км лыжных гонок, в 1967 году — на дистанции 5 км. Формат марки — 32,5×32,5 мм[64].
80. ↑  Всеволод Михайлович Бобров (1922—1979) — советский капитан футбольной и хоккейной команд, награждён орденом Ленина. В чемпионатах СССР с 1947 года по 1957 год выступал за ЦДКА, в 1950—1953 годах за ВВС МВО, причём в двух первых сезонах являлся играющим тренером. Провёл 130 матчей и забросил 254 шайбы. На чемпионатах мира, Европы и Олимпийских играх провёл 25 матчей, забросил 34 шайбы. В 1956 году В. М. Бобров был капитаном олимпийской сборной команды страны по хоккею, выигравшей золотые медали. Всего он забил 332 гола, в том числе 34 — за сборную СССР. Формат марки — 32,5×32,5 мм[64].
81. ↑  Татьяна Борисовна Аверина (1950—2001) — многократная чемпионка СССР в спринтерском многоборье и на отдельных дистанциях, награждена орденом Трудового Красного Знамени. Спортсменка завоевала серебряные медали на Чемпионатах мира 1974—1976 годов в многоборье. На Олимпийских играх в Инсбруке в 1976 году она завоевала золотые медали на дистанциях 1000 и 3000 метров. Татьяна Борисовна стала чемпионкой мира в многоборье и на дистанциях 1000 и 1500 метров. Формат марки — 32,5×32,5 мм[64].
82. ↑  Пьер де Кубертен (1863—1937). Разработал проект возрождения Олимпийских игр. На конгрессе в Сорбонне 23 июня 1894 года было принято историческое решение — учреждён Международный олимпийский комитет, в котором Кубертен занял пост генерального секретаря. Медаль Пьера де Кубертена вручается Международным олимпийским комитетом за проявленное благородство и верность духу «fair-play» во время Олимпийских игр. МОК называет вручение медали Пьера де Кубертена наибольшей честью, которой был удостоен спортсмен. Формат марки — 32,5×32,5 мм[64].
83. ↑  Людвиг Гуттман (1899—1980) — нейрохирург, организатор первых Паралимпийских игр, основатель Международной Сток-Мандевильской федерации спорта для инвалидов, Британской ассоциации спортсменов-инвалидов. Людвиг Гуттман получил множество британских и международных наград и почётных званий. В 1950 году он был представлен к ордену Британской империи в звании офицера. Также ему пожаловано звание командора, он член Лондонского королевского общества и произведён в рыцари «за помощь, страдающим параплегией». Формат марки — 32,5×32,5 мм[64].
84. ↑  Второй выпуск посвящён не только знаменитым олимпийским чемпионам советского спорта, но и основателям Олимпийских и Паралимпийских игр, чьи имена золотыми буквами вписаны в историю мирового спорта. На почтовых марках изображены: К. С. Боярских, В. М. Бобров, Т. Б. Аверина, основатели Олимпийских и Паралимпийских игр — П. Де Кубертен, Л. Гуттман. На полях почтового блока — спортсмены во время соревнований, матчей, логотип Олимпийских зимних игр и Паралимпийских зимних игр 2014 года в городе Сочи. Формат блока — 180×87 мм, количество марок в блоке — 5, формат марок в блоке — 32,5×32,5 мм, тираж почтового блока 130 000 экземпляров[64].
85. ↑  Малый марочный лист «XXII Олимпийские зимние игры 2014 года в г. Сочи. Олимпийские зимние виды спорта» — 15 марок + купон (4×4). Формат марочного листа — 168×168 мм, марок и купонов — 37×37 мм, тираж марочного листа 115 000 экземпляров[65].
86. ↑  Церемония открытия XXII Олимпийских зимних игр состоится 7 февраля 2014 года на стадионе «Фишт», расположенном в Олимпийском парке. Более 5500 спортсменов и членов команд из более чем 80 стран приедут на соревнования, которые пройдут с 7 по 23 февраля 2014 года. В программу зимних Олимпийских игр 2014 года включены 15 зимних спортивных дисциплин: три коньковых вида, шесть лыжных, два вида бобслея, а также четыре отдельных вида спорта — биатлон, кёрлинг, хоккей на льду и санный спорт. Всего разыгрывается 98 комплектов медалей. На полях почтового блока изображён матричный код (QR-код), в котором зашифрована ссылка на сайт www.sochi2014.com, на фоне вершин гор Красной Поляны; на почтовых марках — золотая, серебряная и бронзовая олимпийские медали. Формат блока — 136×80 мм. Количество марок в блоке — 3. Формат марки в блоке 37×26 и 26×37 мм. Тираж блока — 100 000 экземпляров[67].
87. ↑  Церемония закрытия XXII Олимпийских зимних игр в Сочи состоялась 23 февраля 2014 года. По итогам игр в Сочи сборная команда России в общекомандном зачёте заняла 1 место. На полях почтового блока, посвящённого Олимпийским играм, произведена надпечатка текста: «На XXII Олимпийских зимних играх 2014 года в Сочи Россия заняла первое место в общекомандном зачёте, завоевав 13 золотых, 11 серебряных, 9 бронзовых медалей». Формат блока — 136×80 мм. Количество марок в блоке — 3. Формат марки в блоке 37×26 и 26×37 мм. Тираж блока — 50 000 экземпляров[68].
88. ↑  Первые Паралимпийские зимние игры прошли в 1976 году в шведском Эрншёльдсвике. Зарождение соревнований среди людей с ограниченными физическими возможностями связано с именем нейрохирурга Людвига Гуттмана, который изменил процесс реабилитации больных с повреждениями спинного мозга, сделав особый упор на спортивные упражнения. Эта идея положила начало развитию всемирного спортивного движения для инвалидов. XI Паралимпийские зимние игры впервые пройдут в России в городе Сочи с 7 по 16 марта 2014 года. Талисманами Игр были выбраны Лучик и Снежинка. На полях почтового блока изображён матричный код (QR-код), в котором зашифрована ссылка на сайт www.sochi2014.com, на фоне вершин гор Красной Поляны; на почтовых марках — золотая, серебряная и бронзовая паралимпийские медали. Формат блока — 136×80 мм. Количество марок в блоке — 3. Формат марки в блоке 37×26 и 26×37 мм. Тираж блока — 100 000 экземпляров[69].
89. ↑  Паралимпийские зимние игры 2014 года в городе Сочи с надпечаткой текста на полях: «Россия установила абсолютный рекорд в общекомандном зачёте на Паралимпийских зимних играх 2014 года в Сочи. Завоёвано 30 золотых, 28 серебряных, 22 бронзовые медали». На полях почтового блока изображён матричный код (QR-код), в котором зашифрована ссылка на сайт www.sochi2014.com, на фоне вершин гор Красной Поляны; на почтовых марках — золотая, серебряная и бронзовая паралимпийские медали. Формат блока — 136×80 мм. Количество марок в блоке — 3. Формат марки в блоке 37×26 и 26×37 мм. Тираж блока — 50 000 экземпляров[71].
90. ↑  Матчи Чемпионата мира по футболу FIFA 2018 в России™ пройдут на 12 стадионах 11 городов России. Первые четыре марки серии посвящены стадионам в Сочи, Москве и Казани. Марки напечатаны на малых марочных листах: формат марочного листа — 154×154 мм; формат марки — 65×32,5 мм; тираж каждой марки — 400 000 экземпляров (200 000 малых марочных листов). Количество марок на листе — 8 (2×4), каждая марка напечатана на листе дважды[72].